# Nagrada Privredne komore Srbije
Nagrada Privredne komore Srbije je nagrada koja se dodeljuje privrednim društvima sa najistaknutijim rezultatima u prethodnoj godini. Nagrade se dodeljuju po regionalnim privrednim komorama. Tradicionalno se dodeljuje jedanput godišnje, na kraju godine, izabranim kompanijama koje predlaže  Komisija za dodelu nagrada.  Nagrada se dodeljuje u tri kategorije :
- Plaketa za poslovni uspeh
- Nagrada za poseban doprinos razvoju privrede regiona
- Nagrada za regionalnog poslovnog lidera

Uz ove tri nagrade, Privredna komora Srbije dodeljuje i Jubilarne plakete, koje dobijaju izabrane firme koje se nagrađuju za dugogodišnji doprinos privredi.

## Spisak dobitnika
Neki od dobitnika nagrade Privredne komore Srbije:
- Mlekara Maestro doo ,Sakule, iz oblasti poljoprivrede i prehrane
- Alubond Europe Banatski Karlovac, iz oblasti industrije,
- Elektrometal plus Vršac, iz oblasti usluga,
- Statik doo, Kovin;
- Krugher i Brent, Ritiševo
- Roto Srbija doo Alibunar
- Agrokula doo,  Vršac,
- JAF doo. Nova Pazova.
- Stari Tamiš ad Pančevo.

## Spisak  reginalnih Privrednih komora Srbije
- PK Beograd
- RPK Kikinda
- RPK Kragujevac
- RPK Kraljevo
- RPK Kruševac
- RPK Leskovac
- RPK Niš
- RPK Novi Sad
- RPK Pančevo
- RPK Požarevac
- RPK Sombor
- RPK Sremska Mitrovica
- RPK Subotica
- RPK Užice
- RPK Valjevo
- RPK Zaječar
- RPK Zrenjanin

## NagradaĐorđe Vajfert
Pored gorepomenutih nagrada, PKS dodeljuje i Nacionalne nagrade za društveno-odgovorno poslovanje „Đorđe Vajfert“, nagrada se dodeljuje od  2007. godine i to u tri kategorije. 
- Velika privredna društva
- Srednja privredna društva
- Mikro i mala privredna društva

Spisak kompanija nominovanih za nagrada Tim Privredne komore Srbije za društveno odgovorno poslovanje prosleđuje sedmočlanom stručnom žiriju koji dallje odluučuje od dodeli nagrada.
Od 2021. godine uručuje se i priznanja za doprinos u određenim oblastima društvene odgovornosti. 
Dosadašnji dobitnici su:
- Dunav osiguranje za angažovanje zaposlenih u razvoju lokalne zajednice
- MK Group doo za podršku zdravstvenim ustanovama i zdravstvenim radnicima u prevenciji i borbi protiv širenja pandemije Kovid 19
- Mozzart doo Beograd za volontersko angažovanje zaposlenih u borbi protiv širenja pandemije Kovid-19
- TIFFANY Production doo  Čačak za podršku u obrazovanju i zapošljavanju mladih
- Brooks Hannas & Partners doo Beograd, za širenje svesti o značaju zaštite životne sredine,
- Generali osiguranje Srbija za podršku i razvoj porodice.